# Envoltura vírica

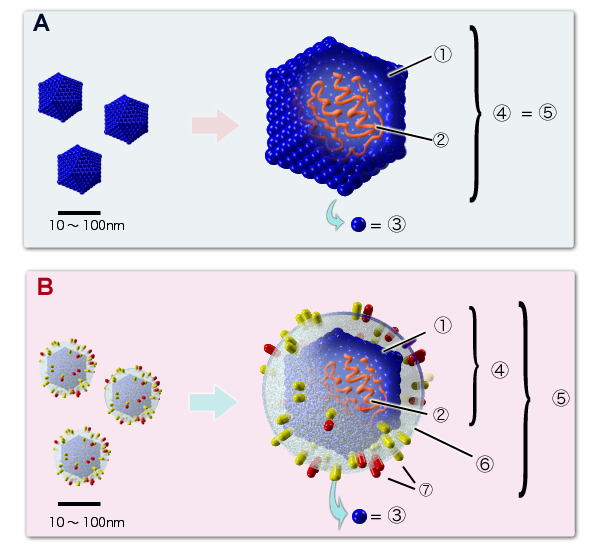
Comparación de los virus sin envoltura (A) y con envoltura (B): 1-cápside, 2-ácido nucleico, 3-capsómero, 4-nucleocápside, 5-virión, 6-envoltura, 7-espículas.

La envoltura vírica es una membrana lipídica que rodea a la cápside vírica típica de los virus animales. Sólo unos pocos virus vegetales y bacteriófagos tienen envoltura. En los animales proviene en gran parte de la membrana plasmática del hospedador (o de su membrana nuclear); pero esta membrana celular no es el único componente de la envoltura; hacia el exterior aparecen glucoproteínas que están codificadas en el genoma vírico. Frecuentemente la glucoproteína se agrupa para formar púas o espinas que son importantísimos antígenos víricos.
Muchos, entre la envoltura y la cápside presentan una matriz proteica cementante (ejemplo: Rhabdoviridae).
La envoltura es flexible dependiendo de su estado, pleomórfica. Además, la envoltura tiene una bicapa lipídica relativamente sensible a la desecación, al calor y a los detergentes, con lo que es atacable simplemente con éter, que disuelve los lípidos, y el virus queda inactivado.
La función principal de la envoltura es ayudar al virus a entrar en la célula huésped. Las glucoproteínas de la superficie sirven para identificar y unirse a los puntos receptores en la membrana de las células huésped. La envoltura vírica se fusiona después con la membrana de la célula, lo que le permite entrar a la cápside y al genoma vírico. 
Usualmente, la célula infectada se carga de partículas víricas por un extenso periodo.